# Адагдак
Адагдак — вулкан, расположенный на острове Адак, состоящий в архипелаге Алеутских островов, входящих в состав штата Аляска, США.
Адагдак — стратовулкан, высотой 610 метров. Вулкан находится на северо-востоке острова. Он образовался на месте более раннего щитового вулкана. Вершинный кратер закрывает андезитовый лавовый купол. Западный склон покрыт трещинами вследствие выхода вулканических паров. Юго-восточнее располагается базальтовый лавовый купол, который образовался немного позже основного. Состав вулкана смешанный: андезиты, базальты, дациты. Первоначально конус был один, но в результате извержения, произошедшего в четвертичный период образовалось 3 конуса, которые в настоящее время известны под именами Эндрю Бэй, высотой 350 метров, считается наиболее ранним, гора Моффет (1200 м) (англ. Mount Moffett) и гора Адагдак.
Последнее извержение произошло либо в плейстоцене, либо в современный период. На этот счёт нет единой точки зрения среди вулканологов.